# Sparafeld
Sparafeld är en bergstopp i Österrike.   Den ligger i distriktet Liezen och förbundslandet Steiermark, i den centrala delen av landet, 160 km sydväst om huvudstaden Wien. Toppen på Sparafeld är 2 247 meter över havet, eller 992 meter över den omgivande terrängen. Bredden vid basen är 13,8 km.
Terrängen runt Sparafeld är huvudsakligen bergig, men åt nordväst är den kuperad. Närmaste större samhälle är Trieben, 8,3 km sydväst om Sparafeld. 
I omgivningarna runt Sparafeld växer i huvudsak blandskog. Runt Sparafeld är det ganska glesbefolkat, med 25 invånare per kvadratkilometer.